# Săn tiền kiểu Mỹ
Săn tiền kiểu Mỹ (tựa gốc tiếng Anh: American Hustle) là một bộ phim hài - tội phạm của Điện ảnh Mỹ phát hành năm 2013 do David O. Russell đạo diễn, với kịch bản được viết bởi Eric Warren Singer và David O. Russell, dựa trên chiến dịch ABSCAM của FBI cuối thập niên 70 đầu thập niên 80. Bộ phim có sự tham gia diễn xuất của Christian Bale và Amy Adams, vào vai 2 kẻ lừa đảo được một nhân viên FBI (Bradley Cooper) mời - ép hợp tác trong một chiến dịch nhằm phơi bày một đường dây tham nhũng của các chính khách, bao gồm cả thị trưởng Camden, New Jersey (Jeremy Renner). Jennifer Lawrence vào vai cô vợ của nhân vật Bale.
American Hustle bắt đầu tiến hành quay vào ngày 8 tháng 3 năm 2013 tại Boston, Worcester,Masachusetts và New York City. Bộ phim được công chiếu rộng rãi tại nước Mỹ vào ngày 20 tháng 12 năm 2013, và đến nay đã đạt doanh thu hơn 250 triệu $ toàn cầu. Cùng với thành công tại phòng vé, bộ phim cũng nhận được những sự ủng hộ và phản hồi tích cực từ giới phê bình. American Hustle nhận 10 đề cử tại giải Oscar lần thứ 86, bao gồm cả Phim xuất sắc nhất, Đạo diễn xuất sắc nhất, Kịch bản gốc xuất sắc nhất nhưng không chiến thắng tại hạng mục nào. Nó cũng trở thành bộ phim thứ 2 từ năm 1981 được đề cử tại cả bốn hạng mục diễn xuất. Bộ phim đầu tiên là Silver Linings Playbook cũng do Russell đạo diễn với diễn xuất của Cooper và Lawrence. American Hustle giành 3 giải Quả cầu vàng, 3 giải BAFTA, giải Dàn diễn viên xuất sắc nhất của Hiệp hội điện ảnh (SAG) và nhiều giải thưởng khác.

## Nội dung
Năm 1978, kẻ trộm Irving Rosenfeld gặp Sydney Prosser, hai người bắt đầu quan hệ và hợp tác trong các phi vụ lừa đảo. Trong vai một phụ nữ quý tộc Anh tên Edith Greensly, Sydney hỗ trợ Irving hoàn thành các vụ gian lận của mình. Trong khi say đắm với tình yêu dành cho Sydney, Irving vẫn chần chừ chưa muốn ly hôn với vợ mình, Rosalyn, do anh lo sợ phải chấm dứt liên hệ với con trai nuôi của anh, Danny.
Đặc vụ FBI Richard "Richie" DiMaso đã bắt quả tang Irving và Sydney trong một vụ lừa đảo tiền vay nợ, nhưng anh hứa sẽ bỏ qua vụ này nếu Irving giúp anh hoàn thành bốn vụ án tiếp theo. Richie tin Sydney là người Anh nhưng không tin cô là một phụ nữ thượng lưu. Sau đó, Sydney đã nói với Irving rằng cô sẽ tìm cách tác động Richie, do đó sẽ phải giữ khoảng cách với Irving.
Irving nhờ một người bạn đóng giả một thương gia Ả Rập giàu có (sheikh) đến Mỹ tìm kiếm cơ hội đầu tư tiềm năng, anh này được dự định sẽ hối lộ Thị trưởng Carmine Polito của Camden, New Jersey nhằm có được hợp đồng xây dựng thành phố Atlantic, một dự án phát triển kinh tế mà Carmine đang cố gắng gây quỹ đầu tư. Richie dự định biến Carmine thành mục tiêu đầu tiên trong kế hoạch lật tẩy một đường dây tham nhũng của các chính trị gia, mặc dù Irving và sếp của Richie, Stoddard Thorsen hết sức phản đối. Sydney giúp Richie lợi dụng một thư ký của FBI nhằm chuyển 2 triệu USD phí bôi trơn mà không phải thông qua giấy tờ. Khi cấp trên của Stoddard, Anthony Amado biết kế hoạch này, ông cổ vũ Richie và yêu cầu Stoddard hỗ trợ Richie.
Do quá háo hức và nóng vội, Richie đã làm Carmine giận và rời khỏi cuộc gặp. Irving thuyết phục Carmine rằng sheikh mới là nhà đầu tư cũng như việc anh không thích Richie, và hai người đã trở thành bạn bè. Richie sắp xếp cho Carmine gặp sheikh tại một sân bay, nhưng không phải sheikh do bạn của Irving đóng giả mà là một đặc vụ FBI người Mexico tên Paco Hernandez đóng giả.
Carmine đưa sheikh tới dự buổi tiệc tại một sòng bạc, giải thích rằng đây là một phần cần thiết trong công việc kinh doanh. Irving hết sức bất ngờ khi biết tên trùm mafia Victor Tellegio, cánh tay phải của Meyer Lansky, cũng đang ở đây và hắn muốn gặp sheikh. Tellegio muốn sheikh trở thành một công dân Mỹ mới có thể kinh doanh, và Carmine cần gấp rút hoàn thành thủ tục này. Tellegio cũng yêu cầu một khoản tiền 10 triệu USD để "hợp pháp hóa" sheikh. Richie đồng ý với tham vọng bắt giữ cả Tellegio, trong khi Irving nhận ra kế hoạch đang vượt ra khỏi tầm kiểm soát.
Richie thổ lộ tình cảm với Sydney nhưng anh vô cùng bối rối khi cô thú nhận mình là người Mỹ. Irving xuất hiện nhằm bảo vệ Sydney và cố gắng kết thúc mối quan hệ của họ với Richie, nhưng Richie nói nếu họ rút lui, Tellegio sẽ thấy mùi lừa đảo và cả bọn họ lẫn Rosalyn và Danny đều gặp nguy hiểm.
Rosalyn bắt đầu hẹn hò với Pete Musane, một tay gangster cô gặp tại buổi tiệc nọ. Trong một cuộc nói chuyện, cô đề cập đến việc mình tin rằng Irving đang làm việc cho Sở Thuế vụ, do đó Pete đã đe dọa Irving. Irving sau đó đối chất với Rosalyn nhưng cô đã thừa nhận mình nói với Pete do cảm thấy không còn được yêu thương. Cô cũng đồng ý giữ im lặng nhưng muốn một cuộc ly hôn.
Nhờ lợi dụng Carmine, Richie và Irving đã quay phim lại cảnh một số thành viên Quốc hội nhận tiền hối lộ. Richie đến gặp Amado và xin 10 triệu USD để đưa cho Tellegio, nhưng chỉ nhận được 2 triệu USD. Một cuộc gặp được sắp xếp tại văn phòng luật sư của Tellegio, Alfonse Simone, tuy nhiên Tellegio vắng mặt. Kế hoạch vẫn tiếp tục và Richie đã ghi âm những lời thừa nhận của Simone về các hành vi phạm pháp.
Irving tới thăm nhà Carmine, thừa nhận anh đã lừa dối và hứa sẽ có kế hoạch để giúp Carmine. Carmine vô cùng tức giận, anh đã đuổi Irving ra ngoài, tình bạn của họ dường như kết thúc. 2 triệu USD biến mất, nhưng sau đó có một nguồn tin đồng ý trả lại số tiền này với điều kiện tội của Carmine phải được giảm nhẹ. Amado muốn thực hiện vụ trao đổi này nhưng Richie từ chối. Irving khuyên Richie nhận tiền, nếu không anh sẽ bị khiển trách vì làm mất nó. Trên thực tế, họ chưa bao giờ gặp luật sư của Tellego. Thay vào đó, Irving đã nhờ một người bạn đóng giả nhằm thoát khỏi sự đe dọa của bọn gangster. Amado đồng ý vụ trao đổi này và đưa Richie ra khỏi vụ án.
Irving và Sydney mở một phòng tranh và chuyển đến sống cùng nhau, trong khi Rosalyn sống cùng Pete và chia sẻ quyền nuôi nấng Danny với Irving.

## Diễn viên
Một vài nhân vật có thật, một số khác là sáng tạo:
- Christian Bale vai Irving Rosenfeld (dựa trên Melvin Weinberg)
- Bradley Cooper vai nhân viên FBI Agent Richard "Richie" DiMaso (dựa trên Anthony Amoroso, Jr.)
- Amy Adams vai Sydney Prosser / Lady Edith Greensly (dựa trên Evelyn Knight)
- Jeremy Renner vai Thị trưởng Carmine Polito (dựa trên Angelo Errichetti)
- Jennifer Lawrence vai Rosalyn Rosenfeld (dựa trên Cynthia Marie Weinberg)
- Louis C.K. vai Stoddard Thorsen
- Jack Huston vai Pete Musane
- Saïd Taghmaoui vai Irving's Sheikh Plant/Al from Queens
- Michael Peña vai Paco Hernandez / Sheikh Abdullah
- Shea Whigham vai Carl Elway
- Erica McDermott vai cố vấn của Carl Elway/ Addie Abrams
- Alessandro Nivola vai Anthony Amado
- Elisabeth Röhm vai Dolly Polito (dựa trên Dolores "Dodie" Errichetti)
- Colleen Camp vai Brenda
- Paul Herman vai Alfonse Simone
- Anthony Zerbe vai Thượng nghị sĩ Hoa Kỳ bang New Jersey (dựa trên Harrison A. "Pete" Williams)
- Robert De Niro (vai diễn bí mật) vai Victor Tellegio (dựa trên Vincent Alo)

## Sản xuất

### Phát triển
Bộ phim đầu tiên được dự định mang tên American Bullshit, viết bởi Eric Warren Singer. Kịch bản được liệt kê vị trí thứ 8 trong Danh sách đen năm 2010 các kịch bản chưa được sản xuất. Bộ phim được sản xuất bởi Columbia Pictures, với Charles Roven và Richard Suckle đứng tên thông qua Atlas Entertainment. Ben Affleck là người đầu tiên được cân nhắc làm đạo diễn, trước khi David O.Russell ký hợp đồng với bộ phim. Russell tiến hành viết lại kịch bản của Singer, thay thế một số nhân vật mang màu sắc biếm hoạc với cuộc đời của họ.  

### Sản xuất
Bộ phim khởi quay ngày 8 tháng 3 năm 2013 và đóng máy tháng 5 năm 2013. Các cảnh quay được tiến hành tại Boston, Masachusetts (cũng như tại Worcester) và New York. Trong khi quay tại Boston, bộ phim đã bị trì hoãn do hậu quả của nổ bom tại Marathon Boston 2013. Sau khi thành phố trở lại hoạt động bình thường, bộ phim tiếp tục quay tại đây và kết thúc những cảnh quay cuối tại New York.

## Phát hành
Đạo diễn David O.Russell tung đoạn phim quảng bá vào ngày 31 tháng 7 năm 2013, và đoạn phim quảng bá tại các rạp và 9 tháng 10 năm 2013. Tại Mỹ, bộ phim được phát hành rộng rãi từ 20 tháng 12 năm 2013.

### Doanh thu
Vốn đầu tư bộ phim ước tính khoảng 40 triệu $. Khi nhà sản xuất Charles Roven được hỏi về con số đầu tư liệu có nằm trong khoảng 40 đến 50 triệu $, ông đã trả lời "Tôi nghĩ nó là một con số phù hợp". Đến ngày 9 tháng 4 năm 2014, bộ phim đã kiếm được 150.117.807 $ tại thị trường Bắc Mỹ và 101.054.000 $ tại thị trường quốc tế, nâng tổng doanh thu toàn cầu lên 251.171.807 $.

## Phản hồi
American Hustle đã nhận được những phản hồi tích cực sau khi phát hành. Dàn diễn viên được ca ngợi cho diễn xuất của họ, đặc biệt là Adams và Lawrence. Rotten Tomatoes cho bộ phim 98% dựa trên 243 bài đánh giá với điểm trung bình là 8,2/10. Trang web này bình luận "Với dàn diễn viên hài hước và hoàn hảo, American Hustle xứng đáng được khen thưởng với nguồn năng lượng vô hạn cùng sự chỉ đạo xuất sắc của David". Metacritic cho bộ phim 90/100 điểm dựa trên 47 bài phê bình.
Christy Lemire cho bộ phim 4/4 sao, ca ngợi khả năng đạo diễn của David O. Russell cùng mối quan hệ giữa Irving và Sydney, cũng như màn khắc họa Rosalyn của Lawrence. Richared Roeper của tờ Chicago Sun-Times cho bộ phim A+, đặc biệt khen ngợi Cooper và tuyên bố American Hustle "là bộ phim hay nhất (tôi) được xem trong năm". Richard Corlics của Time viết "American Hustle phun trào niềm vui, là bộ phim khuôn mẫu nhất, hài hước nhất trong năm".

## Giải thưởng
American Hustle nhận 7 đề cử giải Quả cầu vàng, và chiến thắng tại 3 hạng mục: Bộ phim hài - nhạc kịch xuất sắc nhất, Nữ diễn viên chính xuất sắc nhất cho Amy Adams và Nữ diễn viên phụ xuất sắc nhất cho Jennifer Lawrence.
Bộ phim cũng nhận 10 đề cử giải Oscar, bao gồm tất cả các hạng mục quan trọng nhất nhưng không giành chiến thắng nào.
Bộ phim được vinh danh tại giải thưởng của hiệp hội diễn viên lần thứ 20, với giải Dàn diễn viên xuất sắc nhất.
American Hustle đồng thời nhận được 10 đề cử tại giải BAFTA, và Lawrence đã chiến thắng tại hạng mục Nữ diễn viên phụ xuất sắc nhất và David O. Russell cùng Eric Warren Singer thắng giải Kịch bản gốc xuất sắc nhất.

## Phát hành đĩa
American Hustle được phát hành dưới định dạng DVD và Blu-ray vào ngày 18 tháng 3 năm 2014.

## Tính xác thực của phim
American Hustle không phải là bộ phim tài liệu về sự kiện Abscam. Nhiều danh từ riêng được thay đổi, và bộ phim cũng bắt đầu với dòng chữ "Một vài tình huống thực sự đã xảy ra". Một vài tình tiết đã bị biến đổi so với thực tế như sau:
- Trong phim, Irving Rosenfelf bắt đầu phạm pháp khi anh ném đá vào những cửa sổ khi còn nhỏ, có liên hệ với công việc kinh doanh lắp đặt kính của cha mình. Thực tế, Melvin Weinberg chỉ làm những việc đó khi đã trưởng thành. Theo một báo cáo sau sự kiện Abscam tiết lộ, Melvin đã phá vỡ những cửa sổ nhằm hỗ trợ công việc kinh doanh của cha mình.[15] A later report, however, states that it was done at the behest of the local union, to punish businesses who used non-union glaziers.[16]
- Trong phim, thị trưởng Carmine Polito được mô tả như một chính trị gia độc lập và chỉ liên quan tới những gian lận trong việc cấp quyền kinh doanh trái phép, và Irving hối hận vì đã một phần làm sụp đổ vị thế của Carmine. Trên thực tế, mặc dù thị trưởng Angelo được cư dân Camden hết sức ủng hộ, ông cũng đã vướng phải những tai tiếng do vi phạm trách nhiệm ủy thác. Trong vụ bê bối Abscam, ông đã cho phép sheik giả kinh doanh trái phép như tiền giả và buôn lậu ma túy. Dù Weinberg dành nhiều tình cảm cho Errichetti như một người đàn ông "ngay thẳng", anh cũng không có động thái gì nhằm bảo vệ Errichetti khỏi vụ truy tố.[15]
- Evelyn Knight, tình nhân của Weinberg, dù có liên quan tới những vụ lừa đảo của Weinberg nhưng không nhiều như được thể hiện trong phim, và cô cũng không dính dáng tới Abscam. Và Evelyn thực tế là người Anh, không phải một người Mỹ giả Anh như trong phim mô tả.[8][16]
- Vợ của Weinberg, Cynthia, không hề có dây dưa tới mafia cũng như không hề làm lộ Weinberg.[17]
- Nhân vật Richie DiMaso dựa trên Tomny Amoros, mặc dù trên thực tế Amoroso chỉ là một trong số các nhân viên điều tra trực tiếp sự kiện này.[17]
- Trong phim, sheikh được đóng giả bởi một nhân viên FBI người Mỹ gốc Mexico và anh này chỉ nói được một chút tiếng Ả rập. Thực tế, sheikh được đóng giả bởi 2 nhân viên khác nhau: thời gian ngắn ban đầu bởi một người Mỹ, Mike Denehy, người không biết nói tiếng Ả rập, sau đó bởi một người Mỹ gốc Li băng.[16][17]